# Text from Your Ex
Text from Your Ex is een nummer van de Britse rapper Tinie Tempah uit 2017, in samenwerking met de Amerikaanse zangeres Tinashe. Het is de vierde single van Tempahs derde studioalbum Youth.
Het nummer had alleen in Tempahs thuisland het Verenigd Koninkrijk succes, waar het een bescheiden hitje werd. Het haalde er de 23e positie. In Vlaanderen haalde het de Tipparade. In Nederland werd "Text from Your Ex" slechts een radiohitje.